# Menhir de la Roche Piquée

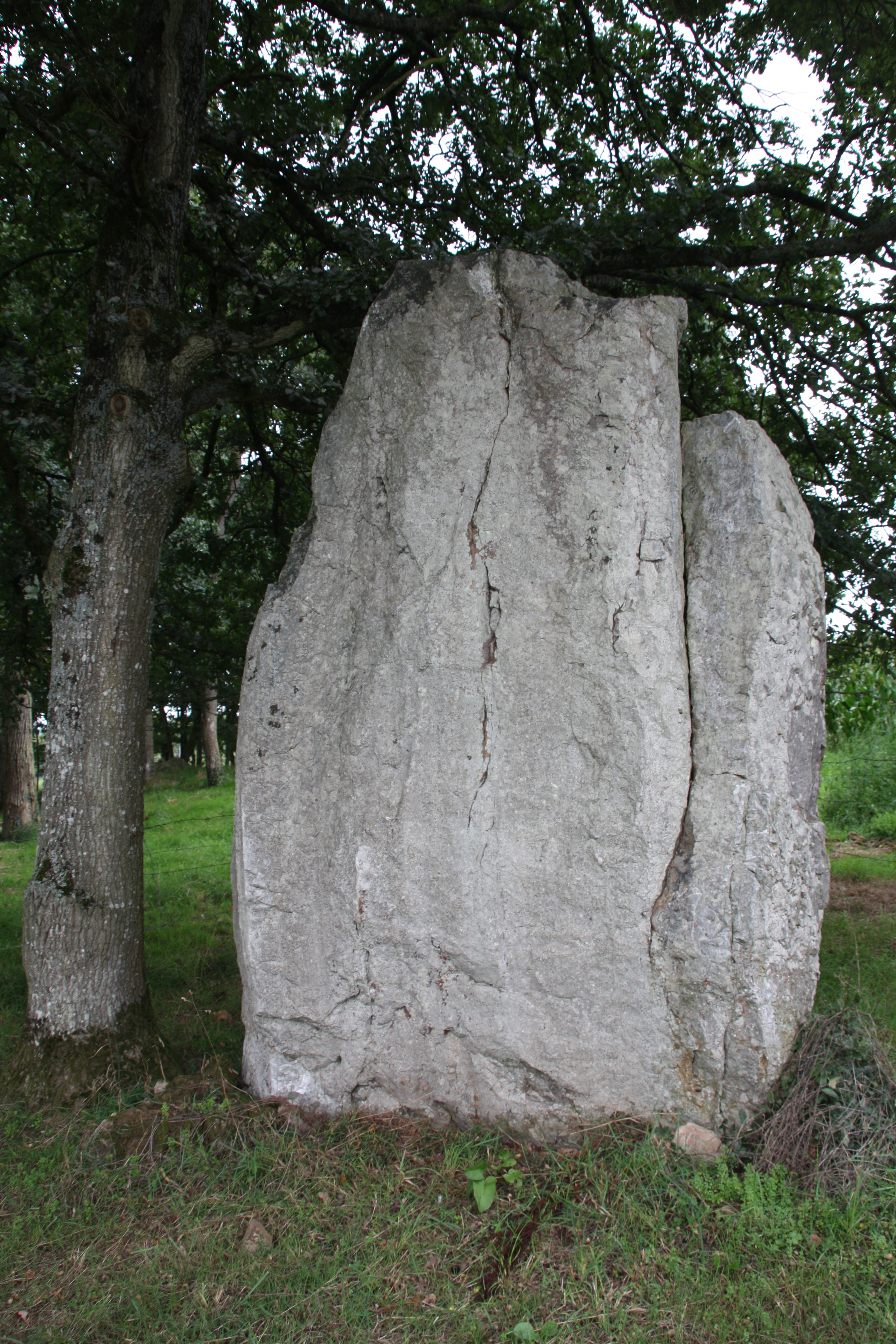
Menhir de la Roche Piquée

Der Menhir de la Roche Piquée (auch Menhir de la Baudouinais genannt) steht in La Haute Bénerais bei Livré-sur-Changeon im Département Ille-et-Vilaine in der Bretagne in Frankreich.
Der Menhir ist aus violettem Schiefer. Seine Form ist im Wesentlichen die eines Parallelepipeds mit abgeschrägter Spitze. Er ist 3,85 Meter hoch, 2,15 bis 2,5 Meter breit und 1,5 Meter dick.
Der Menhir wurde 1931 als Monument historique klassifiziert.
Gleichnamig ist der Menhir de la Roche Piquée von Saint-Germain-le-Vasson im Département Calvados.